# Deacetilvindolina O-acetiltransferasi
La deacetilvindolina O-acetiltransferasi è un enzima appartenente alla classe delle transferasi, che catalizza la seguente reazione:
acetil-CoA + deacetilvindolina ⇄ CoA + vindolina
L'enzima catalizza la fase finale della biosintesi della vindolina dalla tabersonina nella pervinca del Madagascar, Catharanthus roseus.